# Glyptoscelis longior
Glyptoscelis longior är en skalbaggsart som beskrevs av J. L. Leconte 1878. Glyptoscelis longior ingår i släktet Glyptoscelis och familjen bladbaggar. Inga underarter finns listade i Catalogue of Life.